# 周布川ダム
周布川ダム（すふがわダム）は、島根県浜田市、二級河川・周布川水系周布川に建設されたダム。高さ58メートルの重力式コンクリートダムで、中国電力の発電用ダムである。同社の水力発電所・周布川第一発電所に送水し、最大9,800キロワットの電力を発生する。

## 歴史
周布川は島根県浜田市を流れる河川である。中国電力は昭和30年代初め、周布川における水力発電事業を計画していた。しかし、島根県側との間で調整が難航し、本格的な着工は1959年（昭和34年）以降にずれ込むこととなった。
周布川ダムの設計担当者は佐々並川（ささなみがわ）ダム（山口県萩市）のそれと同一人物である。周布川ダム建設予定地点は強固な地盤を有しており、当初は周布川ダムもまた佐々並川ダムと同じくアーチ式コンクリートダムとして計画されていた。重力式コンクリートダムに比べ、アーチ式コンクリートダムは強固な地盤と緻密な構造計算を必要とする反面、コンクリートが少量で済むことから経済性に優れている。しかし、社内からはアーチ式コンクリートダムとして建設した場合の耐震性について問われ、やむなく重力式コンクリートダムに変更することになった。とは言え、構造計算の手法としてアメリカ合衆国で発表された荷重計算法による三次元応力解析が採用されており、経済性については重力式コンクリートダムとして最大限の追求がなされている。
建設工事は1960年（昭和35年）1月に着工。基礎処理工事を入念に行い、同年8月にコンクリートの打設を開始した。骨材の生産が間に合わず、工事の進捗に支障を来たしていたことから、急きょ骨材プラントの増強を行い、1961年（昭和36年）8月にはダム本体工事の大半が完了。同年11月に竣工を迎え、周布川第一発電所の運転が開始された。

## 周辺
島根県浜田市中心市街地から国道186号（石見街道）を南下、途中で島根県道52号弥栄旭インター線へ入ってしばらく進むと周布川ダムに至る。周布川ダムは中央部分を一段低くし、スキーのジャンプ台のような形になっている。洪水によって水位が上昇した際は、この部分を水が越えて流れることで放流が行われる。
周布川ダムの建設と並行して、下流では長見（ながみ）ダムの建設が進められた。長見ダムは高さ20.2メートルの重力式コンクリートダムで、中国電力の発電用ダムである。周布川ダムに貯えた水は、左岸の水路を通じて周布川第一発電所に送水され、そこで発電に使用した水を長見ダムで一時的に貯えたのち、周布川第二発電所に送水し、最大4,700キロワットの電力を発生する。着工は1960年、竣工は1961年9月である。
周布川では、中国電力による開発の後、島根県が周布川総合開発事業を推進。周布川ダムと長見ダムとの間に治水・利水（上水道）を目的とする多目的ダム・大長見ダムを建設し、2003年（平成15年）に完成させている。

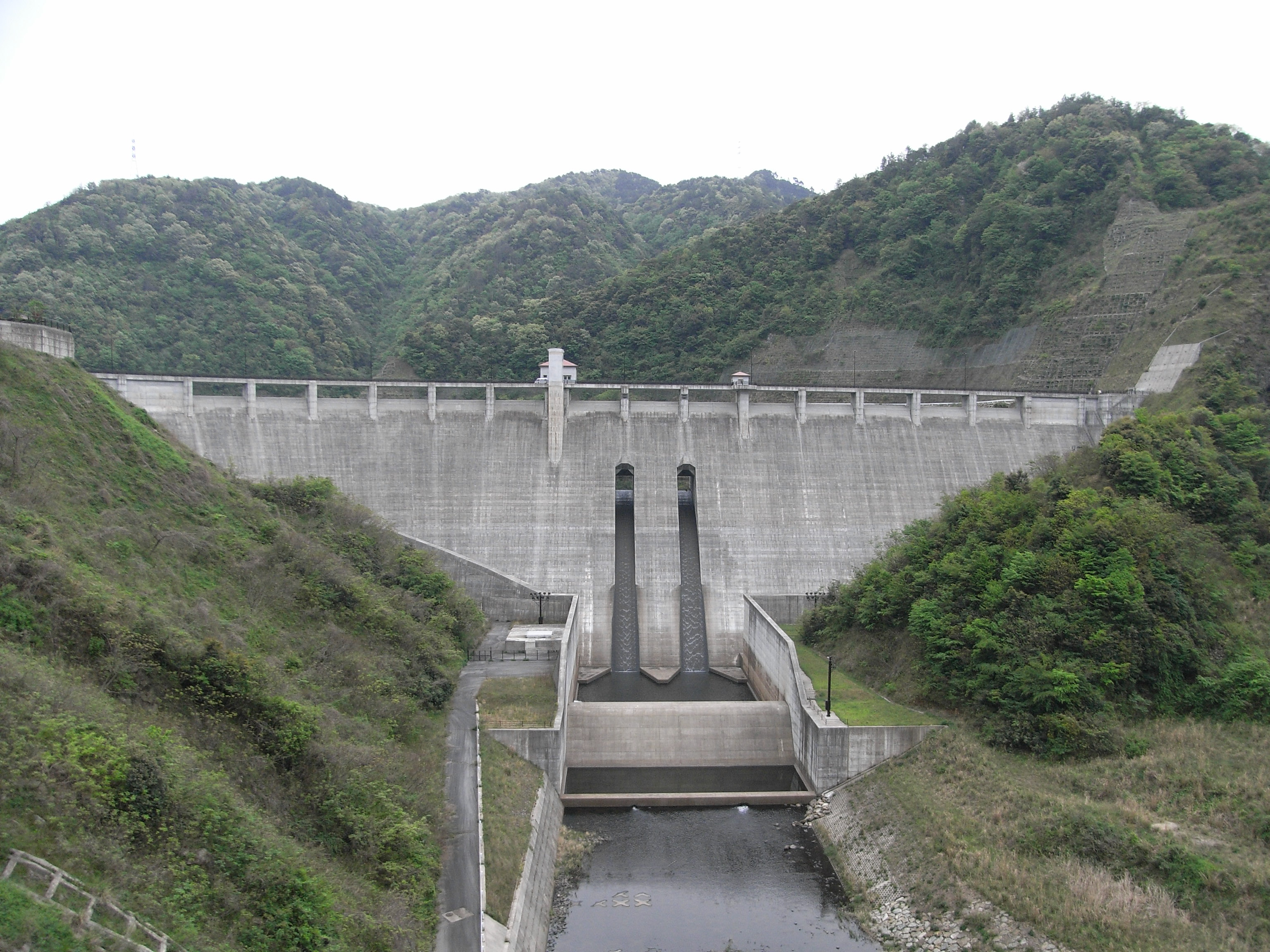
大長見ダム